# Teppichstange
Eine Teppichstange (auch Klopfstange) ist ein aus Metall gefertigter, meist torähnlicher Rohrrahmen mit einer Breite von ca. 2 bis 3 m zum Aufhängen und Ausklopfen von Teppichen. Teppichstangen wurden im 20. Jahrhundert meist im Hof bzw. Garten von Siedlungs- und Wohnhäusern errichtet. Mit einem Teppichklopfer wurden die über die Teppichstange gehängten Teppiche gereinigt. Durch die Teppichreinigung mit Staubsaugern sind Teppichstangen aus der Mode gekommen und werden heute nur noch selten errichtet. Sie finden sich meist noch in älteren Wohnsiedlungen.

## Kulturelle Rolle
Teppichstangen sind vor allem in Mittel- und Osteuropa, aber auch beispielsweise in Finnland und Litauen verbreitet. Die deutschen Schriftsteller Walter Benjamin und Erich Kästner beschrieben Teppichstangen als wichtige Plätze ihrer Kindheit. Kinder nutzen die manchmal als improvisiertes Turngerät oder Musikinstrument, bzw. sind an der Teppichstange Aufhängungen für Schaukeln vorhanden.

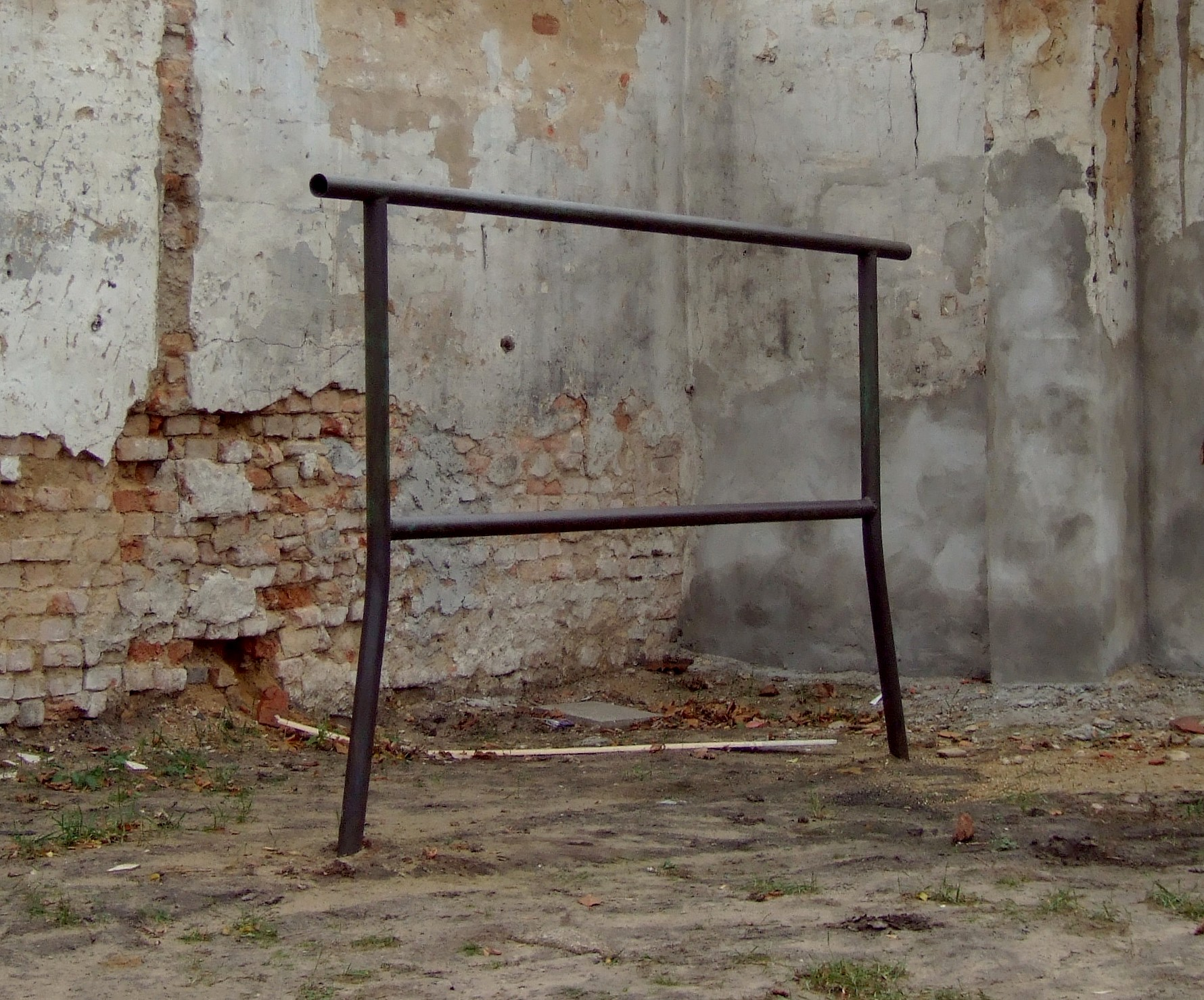
Teppichstange aus Metall
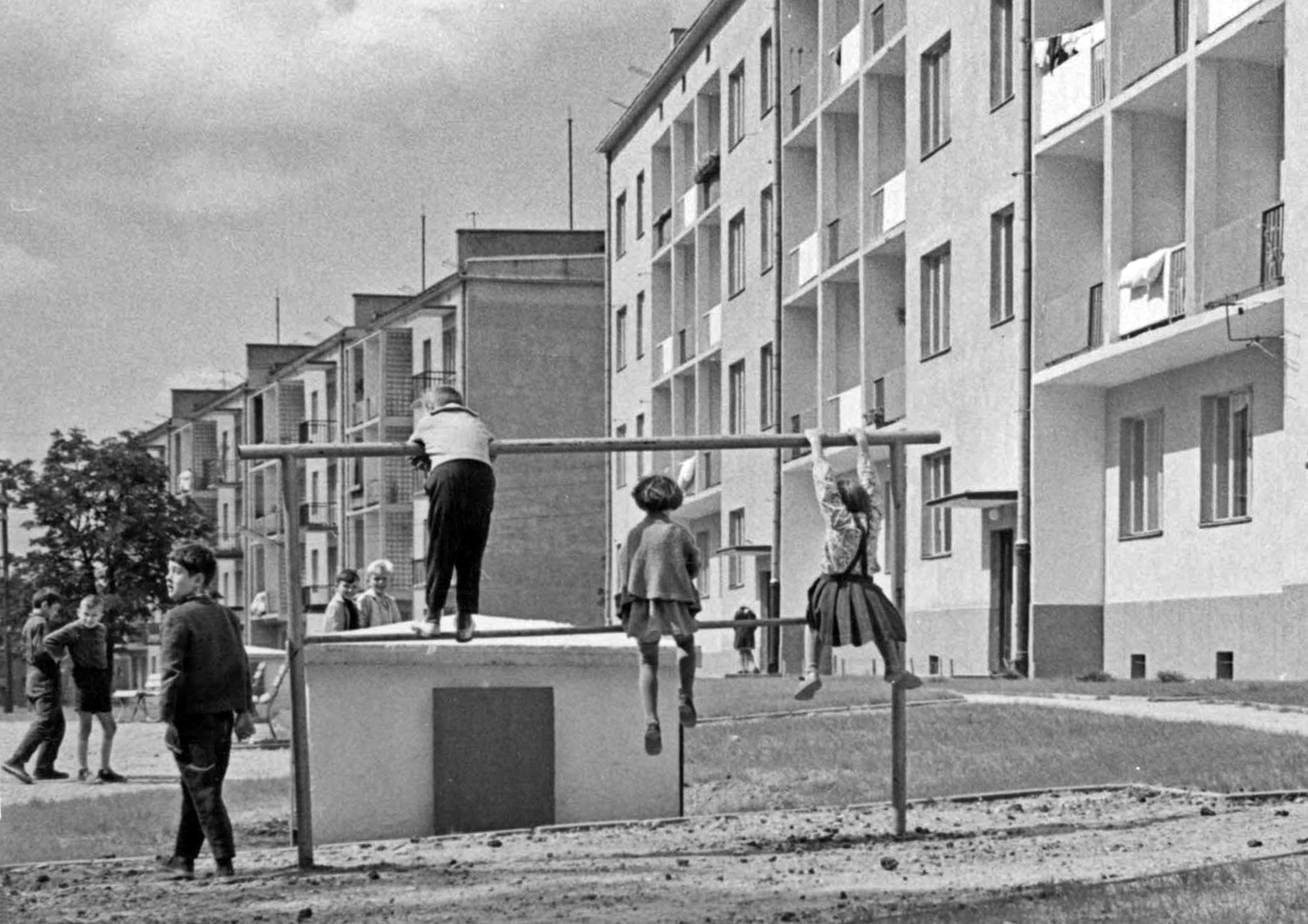
Łódź, ca. 1960
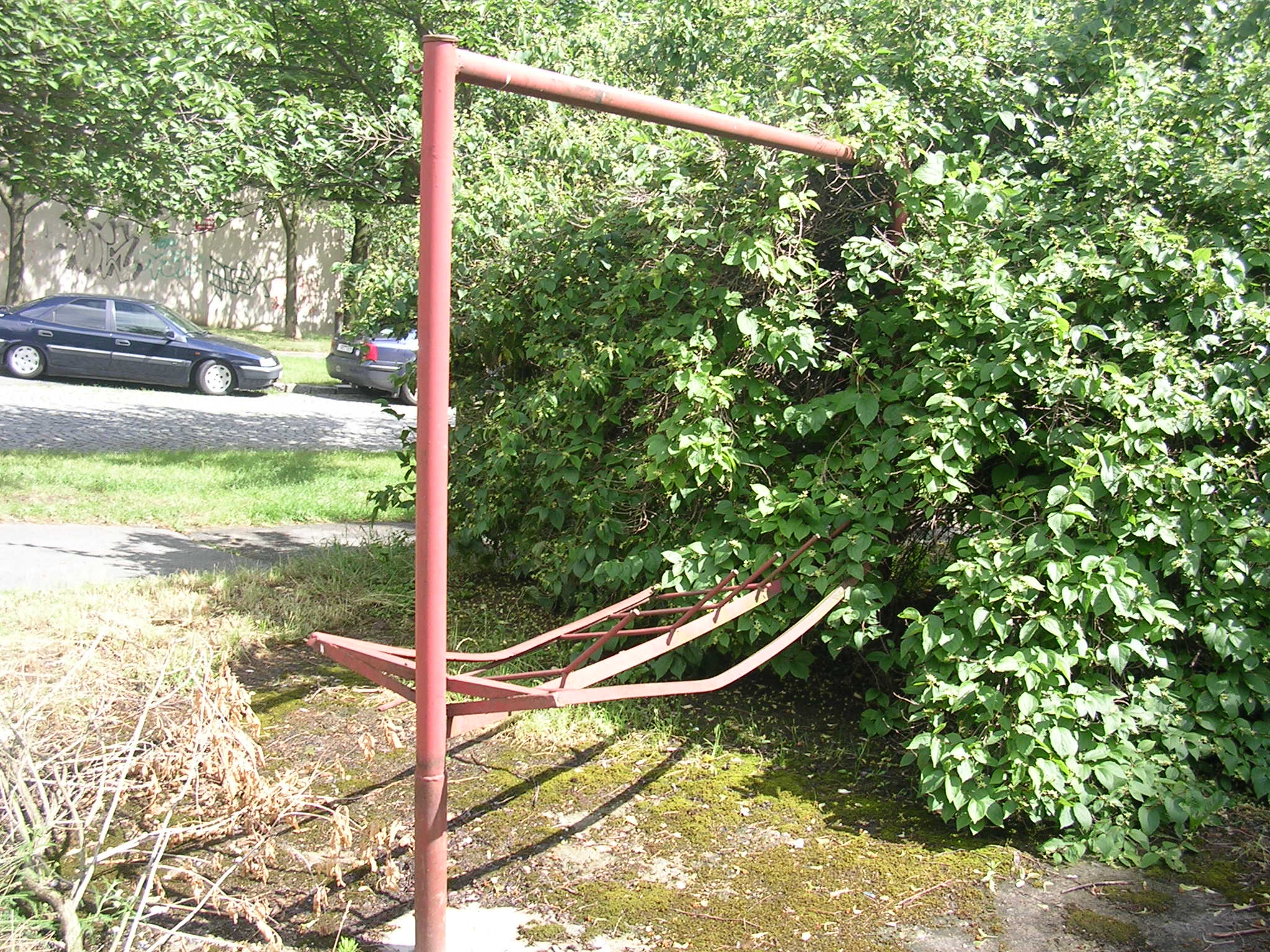
Teppichstange im Prager Stadtteil Záběhlice
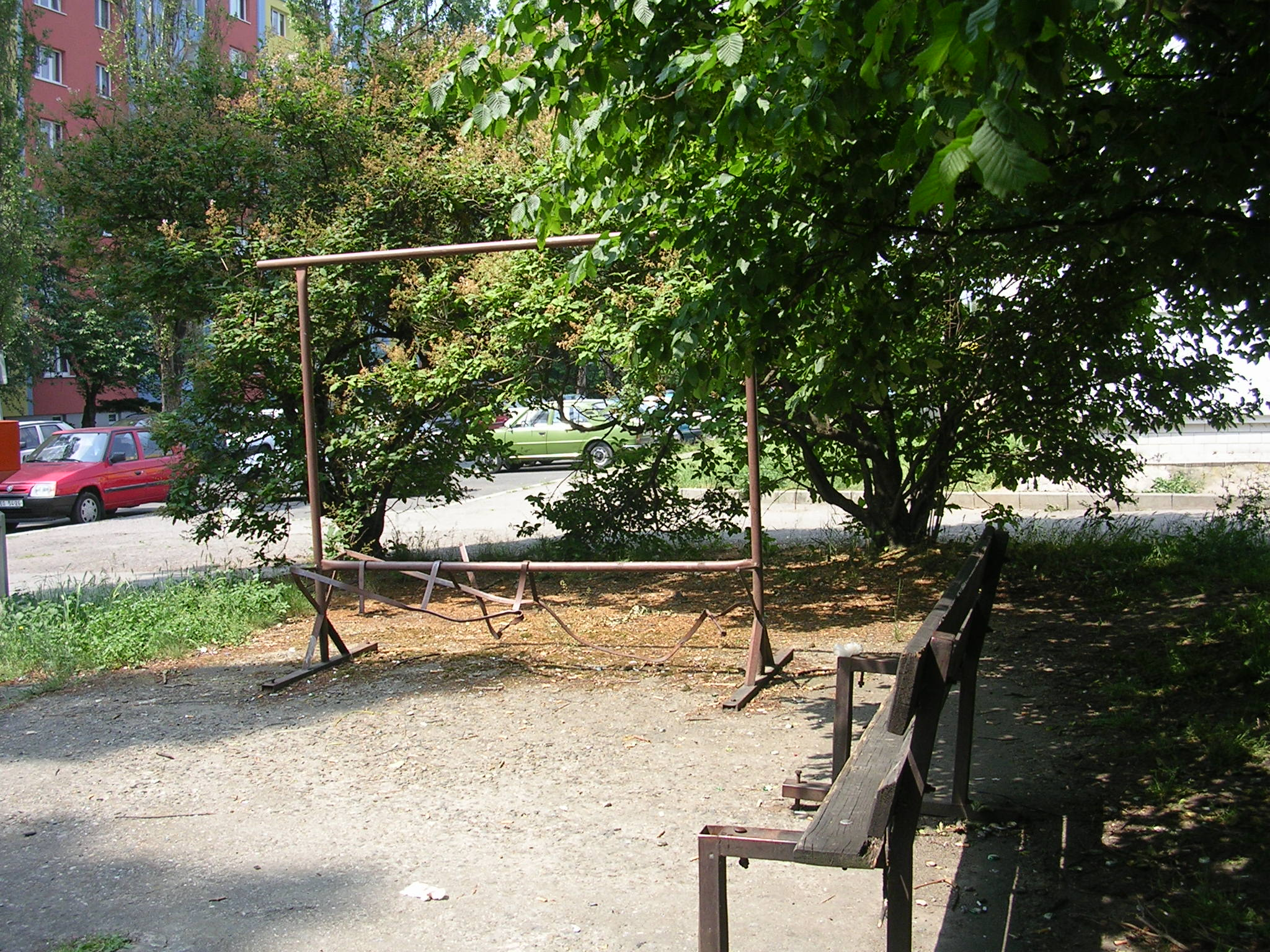
Teppichstange im Prager Stadtteil Záběhlice
- Ausklopfen über der Teppichstange mit dem Teppichklopfer